# Стэнэм, Полли
Полли Стэнэм (англ. Polly Stenham; род. 1986) — английский драматург и сценарист. Известность ей принесла двухактная пьеса «Это лицо», написанная в девятнадцать лет.

## Биография

### Ранние годы
Родилась в семье бизнесмена Коба Стэнэма. Родители рано развелись, и Полли с младшей сестрой Дэйзи жили с отцом. Даже после его смерти у неё почти нет контактов с матерью.
Именно отцу она приписывает свою любовь к театру. Коби Стэнэм занимал пост председателя Королевского колледжа искусств и Института современного искусства. С детских лет он водил дочь с собой на театральные мероприятия. Нередко им доводилось посещать Ройал-Корт, где спустя много лет состоится премьера её первой пьесы.
Обучалась в частной школе-интернате, после чего год провела в путешествиях по миру и работала в различных театральных труппах. Именно в это время Полли зарегистрировалась в программе Ройал-Корт для молодых драматургов и написала свою первую пьесу.
Окончила Университетский колледж Лондона (степень по английскому языку), но отказалась от дальнейшей карьеры ради творчества.

### Карьера
Дебют пьесы «Это лицо» состоялся на сцене Ройал-Корта в апреле 2007 года. Постановку осуществил режиссёр Джереми Херрин, а главные роли исполнили Линдси Дункан и Мэтт Смит. Стэнэма стала обладательницей наград Evening Standard's 2007, Премию Кружка критиков как самому многообещающему драматургу и Премию Ассоциации Театральных менеджеров за лучшую новую пьесу. Многоопытный критик Чарльз Спенсер в своём обзоре в написал: «Это один из самых удивительных дебютов, которые я видел за более чем 30 лет театрального рецензирования».
В последующие годы помимо театра Полли активно сотрудничает с телевидением и кинематографом. В 2013 году Николас Виндинг Рефн предложил Стэнэм написать сценарий для своего нового проекта, позднее получившего название «Неоновый демон». По признанию режиссёра, к данному шагу он был вынужден прибегнуть по причине неспособности написания женских образов, коих в фильме большинство.

## Личная жизнь
Стэнэм проживает в Хайгейте в доме отца вместе с сестрой и несколькими друзьями. Она является поклонницей музыкальной группы Radiohead.

## Пьесы
- Это лицо (2007)
- Клык, клык (2009)
- Без четверти (2013)
- Отель (2014)